# حديقة جاو الوطنية
تقع حديقة جاو الوطنية (بالإنجليزية: Jaú National Park)‏ ("Parque Nacional do Jaú" بالبرتغالية) في ولاية الأمازون بالبرازيل، ما بين 1º00 درجة إلى 3º00 درجة جنوبًا و 61º30 درجة إلى 64º00 درجة غربًا.
تعتبر أكبر محمية طبيعية في أمريكا الجنوبية، حيث تغطي ما يزيد عن 5.6 ملايين فدان (23.000 كيلو متر مربع). يُحظر الدخول إلى الحديقة؛ حيث يلزم الحصول على إذن مباشر من الحكومة البرازيلية للدخول إليها.
حيث تعرف الحديقة كمثال جيد لمحميات الغابات المدارية المطيرة (tropical rainforest conservation) في (Amazon Rainforest) الأمازون (Amazon). حيث تنشأ بها فصائل متعددة من الحيوانات منها النمر المرقط (Jaguar) و خروف البحر الأمازوني و(Amazonian Manatee) دولفن النهر الأمازوني (Amazon river dolphin) والعديد من أنواع الحيوانات والأشجار الأخرى.

## معرض صور

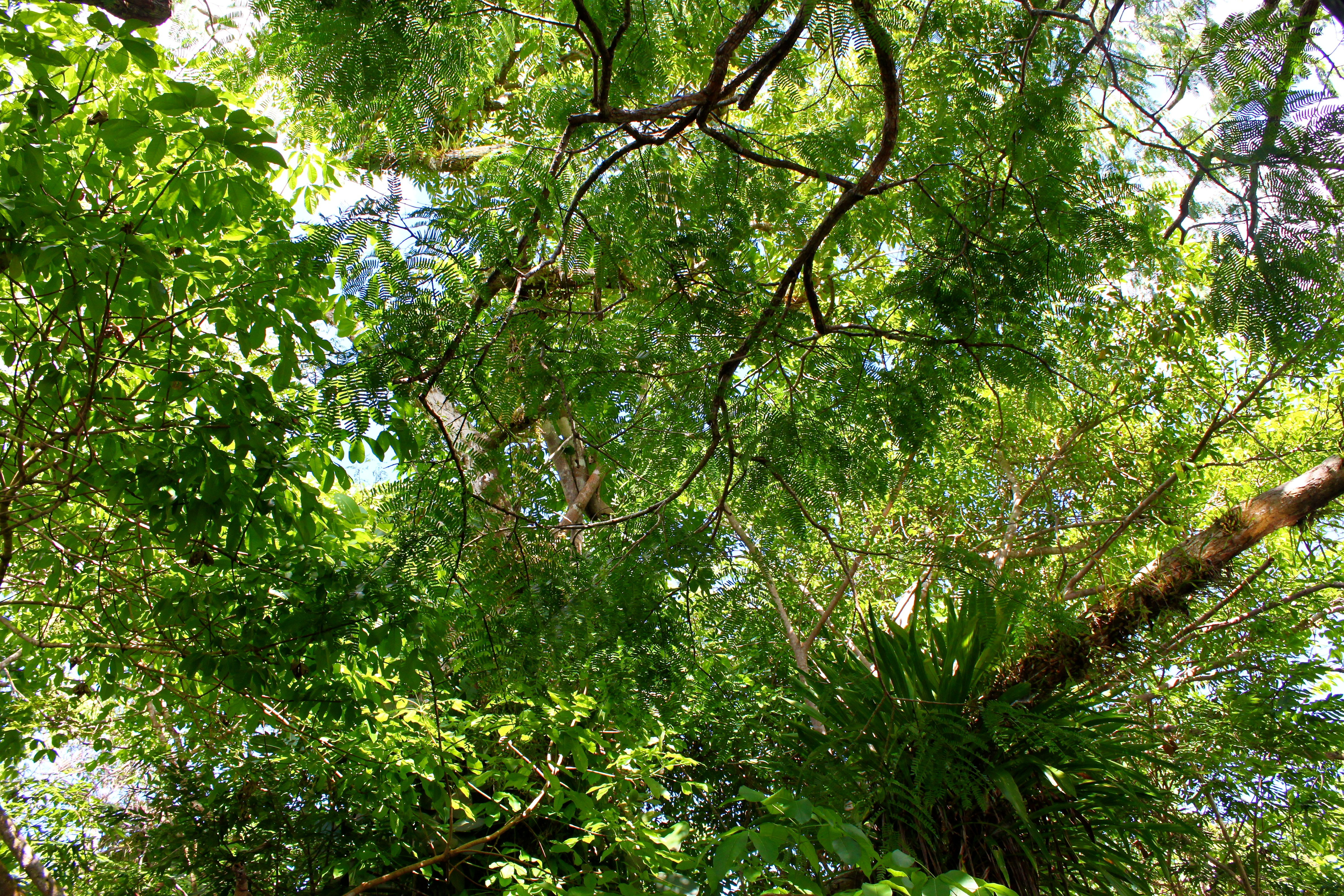
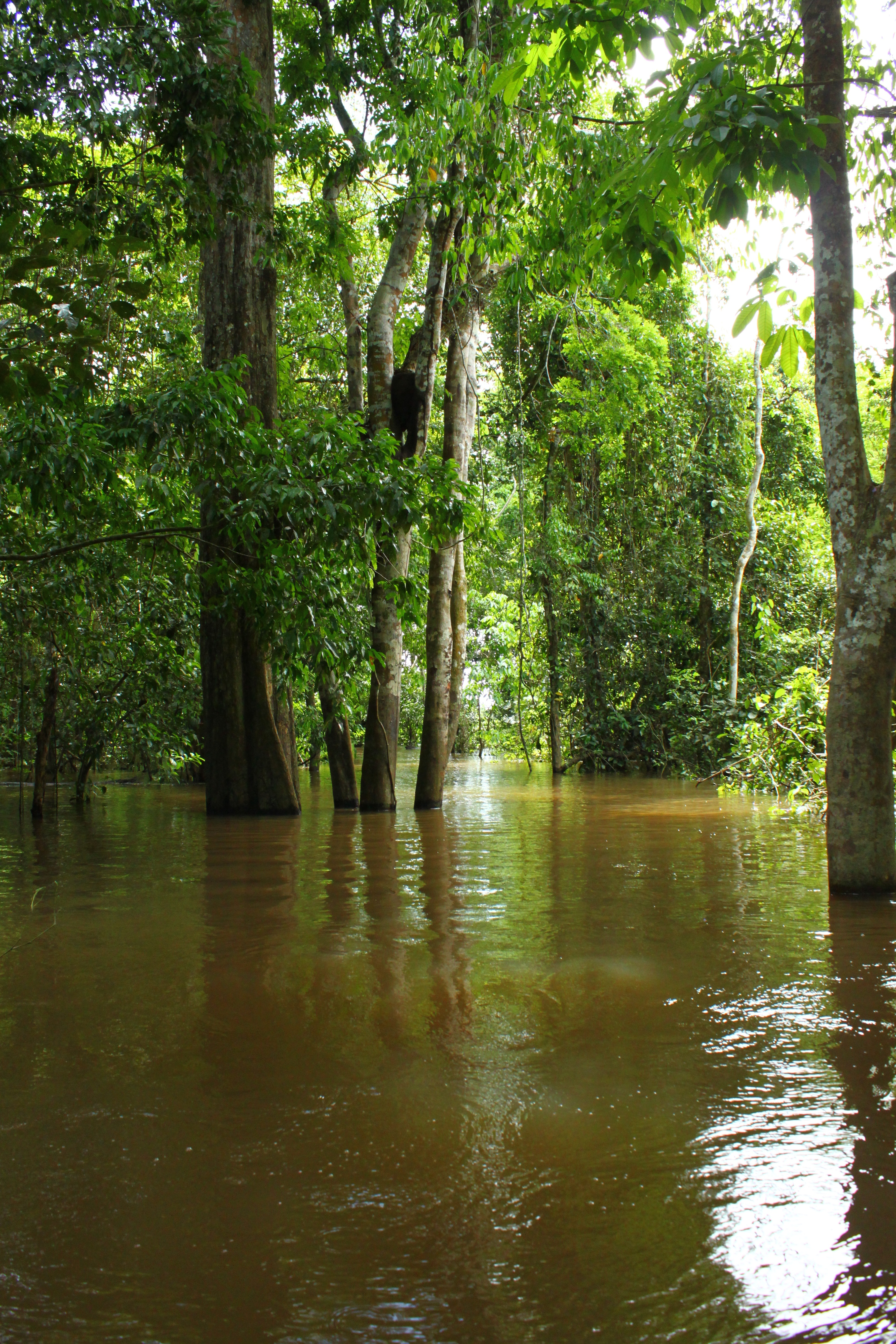
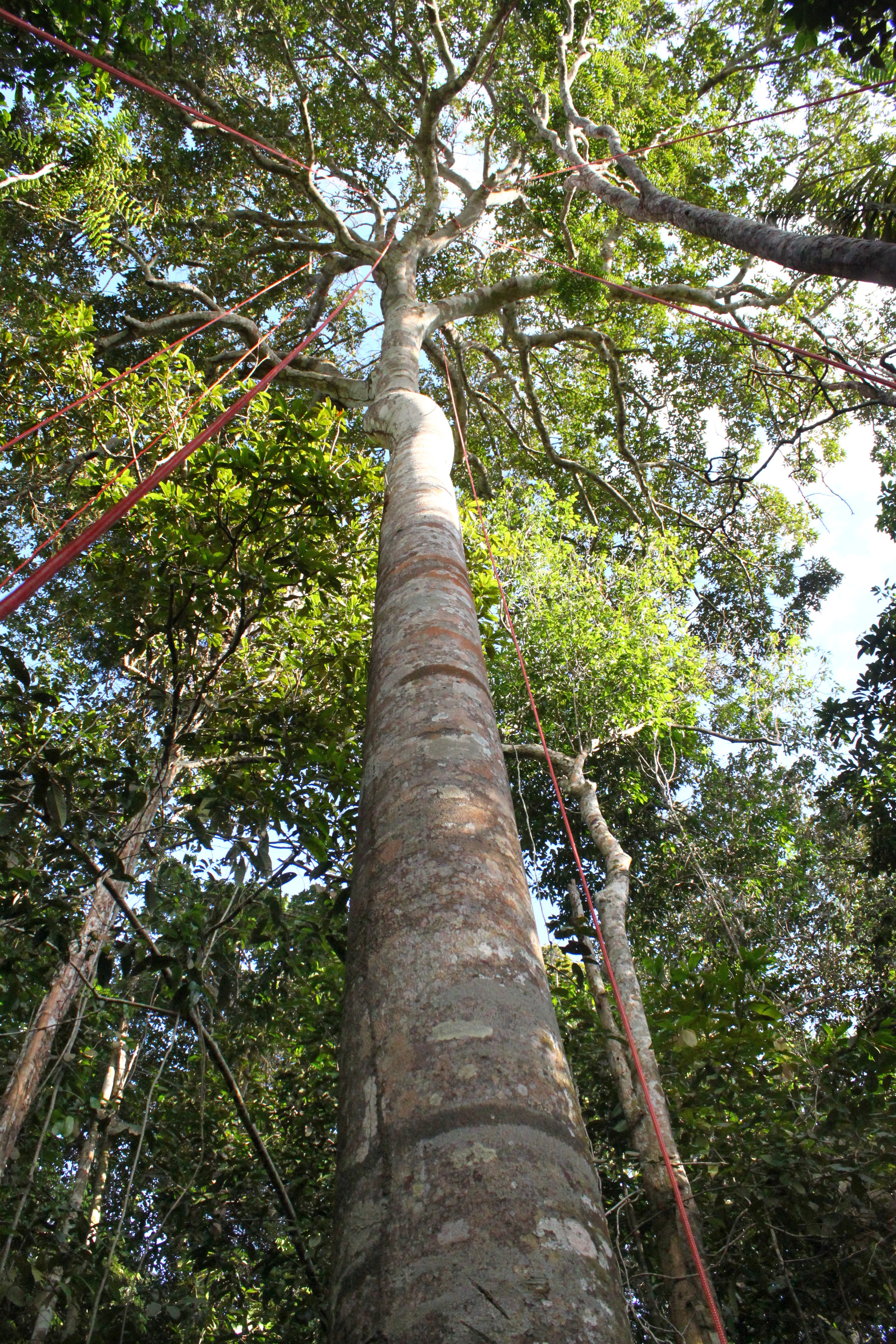
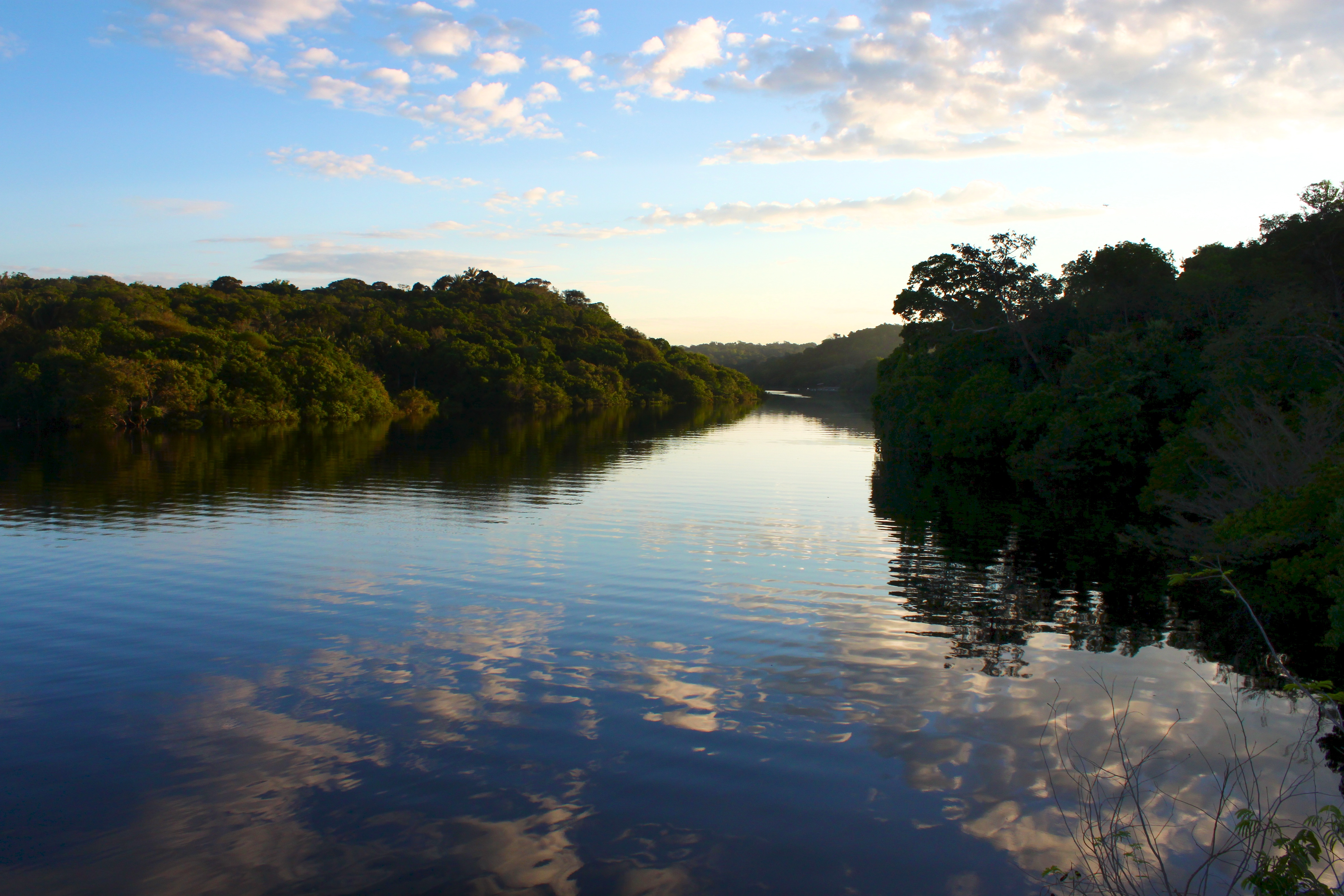

## وصلات خارجية
- NASA Earth Explorer page نسخة محفوظة 2 أغسطس 2007 على موقع واي باك مشين.
- Satellite photo (Google)